# David Lewis (Schauspieler, 1916)
David Lewis (* 19. Oktober 1916 in Pittsburgh, Pennsylvania; † 11. Dezember 2000 in Woodland Hills, Los Angeles, Kalifornien) war ein US-amerikanischer Schauspieler.

## Leben
David Lewis war 1943 erstmals am Broadway in dem Stück Goodbye Again zu sehen. Bis Mitte der 1950er Jahre trat er mehrfach am Broadway auf, darunter als Mr. March in einer Theaterproduktion von Little Women sowie in der Komödie King of Hearts. Für seinen Auftritt in letzterem Stück wurde er 1954 mit einem Clarence Derwent Award bedacht.
Im Jahr 1949 war Lewis mit der Abenteuerserie Captain Video and His Video Rangers erstmals im Fernsehen aktiv. Erst 1956 drehte er seinen ersten Film Alle Spuren verwischt unter Regie von Michael Curtiz. Im Hollywood-Kino blieb Lewis stets auf Nebenrollen beschränkt, etwa an der Seite von Elvis Presley in Kid Galahad – Harte Fäuste, heiße Liebe sowie als Richter in Richard Fleischers Thriller Der Frauenmörder von Boston. Sein bekanntester Film ist Billy Wilders Tragikomödie Das Appartement von 1960, in der David Lewis an der Seite von Jack Lemmon und Shirley MacLaine einen der Vorgesetzten von Lemmons Figur verkörperte, die sein Appartement für uneheliche Stelldicheins benutzen.
Im US-Fernsehen war Lewis über Jahrzehnte als Darsteller von Gastrollen in beliebten Serien wie Perry Mason, Verliebt in eine Hexe, Bonanza und Detektiv Rockford – Anruf genügt. In der Fernsehserie Batman mit Adam West hatte er in den 1960er Jahren eine wiederkehrende Rolle als Wachmann Robert Chrichton. Von 1978 bis 1993 war er regelmäßig in der Rolle des erfolgreichen Geschäftsmannes Edward Quartermaine in der US-Seifenoper General Hospital zu sehen. Für seine Auftritte in General Hospital wurde er 1982 mit dem Emmy Award ausgezeichnet und vier weitere Male hierfür nominiert, außerdem dreimal mit dem Soapy Award ausgezeichnet. 1993 zog sich Lewis altersbedingt aus der Serie zurück und gab die Rolle des Edward Quartermain an seinen Schauspielkollegen John Ingle weiter.
David Lewis starb 2000 im Alter von 84 Jahren nach langer Krankheit. Er wurde zum Zeitpunkt seines Todes von einer Schwester überlebt.

## Filmografie (Auswahl)
- 1949: Captain Video and His Video Rangers (Fernsehserie)
- 1956: Alle Spuren verwischt (The Scarlet Hour)
- 1956: Ich heirate meine Frau (That Certain Feeling)
- 1957–1965: Perry Mason (Fernsehserie, 7 Folgen)
- 1958: Dezernat M (M Squad; Fernsehserie, 1 Folge)
- 1960: Das Appartement (The Appartement)
- 1960/1961: Ein Fall für Michael Shayne (Michael Shayne; Fernsehserie, 2 Folgen)
- 1960/1962: Alfred Hitchcock Presents (Fernsehserie, 2 Folgen)
- 1961: Der fliegende Pauker (The Absent Minded Professor)
- 1961/1962: Schauplatz Los Angeles (The New Breed; Fernsehserie, 2 Folgen)
- 1962: Am schwarzen Fluß (The Spiral Road)
- 1962: Das Mädchen Tamiko (A Girl Named Tamiko)
- 1962: Dr. Kildare (Fernsehserie, 1 Folge)
- 1962: Kid Galahad – Harte Fäuste, heiße Liebe (Kid Galahad)
- 1962: Heute Abend Dick Powell (The Dick Powell Show; Fernsehserie, 1 Folge)
- 1963–1965: Katy (Fernsehserie, 9 Folgen)
- 1963: St. Dominic und seine Schäfchen (Going My Way; Fernsehserie, 1 Folge)
- 1963–1965: Stunde der Entscheidung (Kraft Suspense Theatre; Fernsehserie, 4 Folgen)
- 1965/1967: Wettlauf mit dem Tod (Run for Your Life; Fernsehserie, 2 Folgen)
- 1966: Der Flug des Schreckens (The Doomsday Flight; Fernsehfilm)
- 1966: Verliebt in eine Hexe (Bewitched; Fernsehserie, Folge Nobody's Perfect)
- 1966–1968: Batman (Fernsehserie, 9 Folgen)
- 1967: Bonanza (Fernsehserie, Folge Six Black Horses)
- 1968: Der Frauenmörder von Boston (The Boston Strangler)
- 1968/1969: Der Chef (Ironside; Fernsehserie, 2 Folgen)
- 1971: Die jungen Anwälte (The Young Lawyers; Fernsehserie, 1 Folge)
- 1973: Die Straßen von San Francisco (The Streets of San Francisco; Fernsehserie, Folge For the Love of God)
- 1974: Cannon (Cannon; Fernsehserie, Folge Duel in the Desert)
- 1974: Meiner Frau bleibt nichts verborgen (The Girl with Something Extra; Fernsehserie, 1 Folge)
- 1976: Reich und Arm (Rich Man, Poor Man; Fernsehserie, 1 Folge)
- 1977: Barnaby Jones (Fernsehserie, 2 Folgen)
- 1978: Das Teufelscamp (Mean Dog Blues)
- 1978: Detektiv Rockford – Anruf genügt (The Rockford Files; Fernsehserie, Folge The Paper Palace)
- 1978–1993: General Hospital (Seifenoper, regelmäßige Rolle)
- 1987: Polizeirevier Hill Street (Hill Street Blues; Fernsehserie, 1 Folge)

## Auszeichnungen
- 1954: Clarence Derwent Award für King of Hearts
- 1981, 1983, 1984: Drei Soapy Awards als bester älterer Schauspieler einer Seifenoper
- 1982: Daytime Emmy Award als Bester Nebendarsteller einer Seifenoper (weitere Nominierungen folgten 1983, 1984, 1985, 1988)
- 1986, 1988, 1989: Nominierungen für den Soap Opera Digest Award als bester komödiantischer Darsteller einer Seifenoper
- 1986: Nominierung für den Soap Opera Digest Award als Bester Nebendarsteller einer Seifenoper